# Lista över Venezuelas presidenter

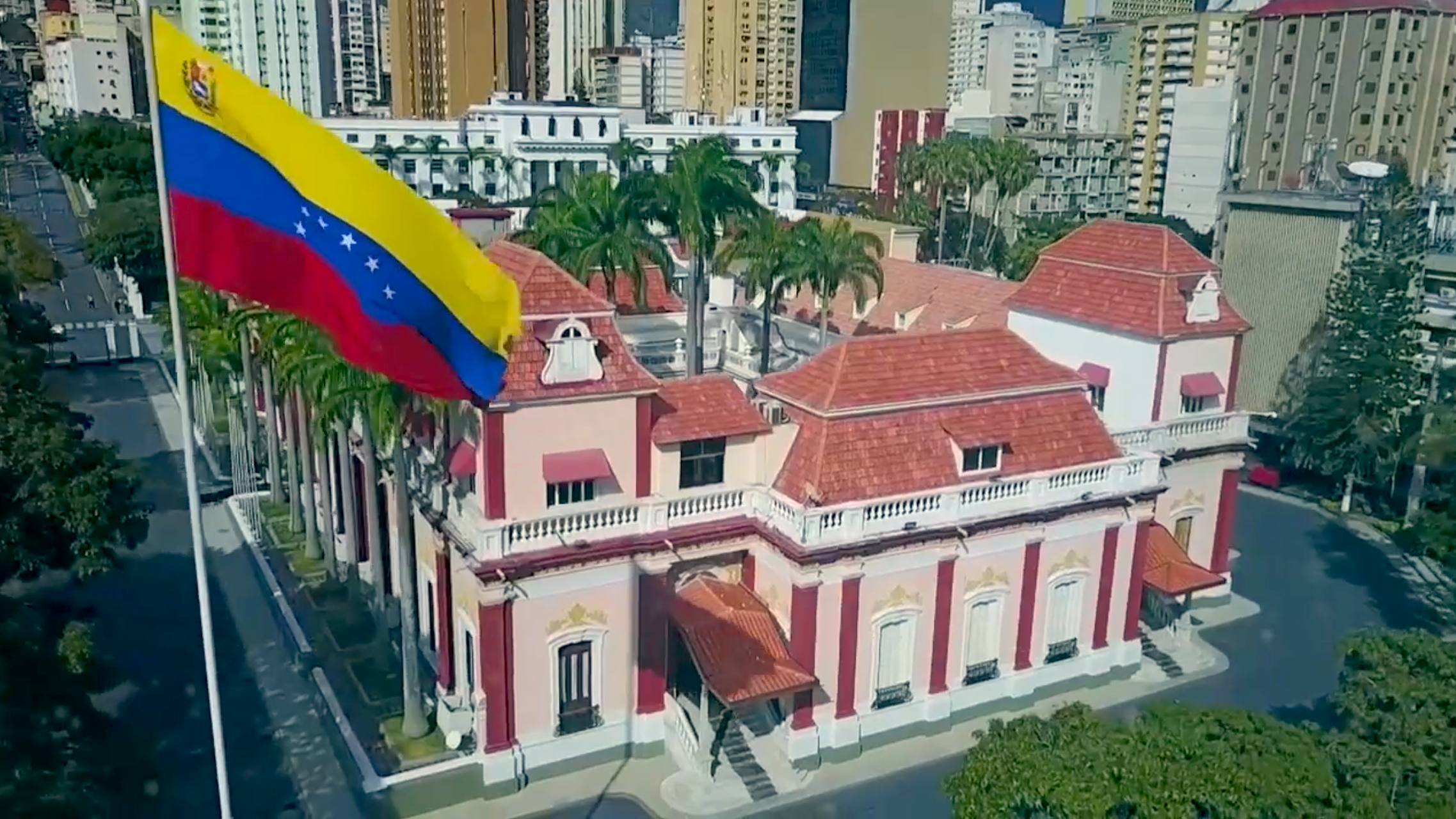
Palacio de Miraflores är presidentens säte och officiella residens.

Venezuelas president är landets stats- och regeringschef.
Nicolás Maduro är Venezuelas folkvalda president sedan den 5 mars 2013 efter att Hugo Chavez avlididt.

## Venezuelaspresidenter från 1811 till idag
| Parti: | Movimiento V República | Oberoende | Militärdiktatur | Acción Democrática | COPEI — Partido Social Cristiano de Venezuela |

| Nr (unik) | Nr (alla) | Nr (alla valda) |             | President                          | Mandatperiod                          | Väg till presidentskapet                                 | Yrke                       |
| --------- | --------- | --------------- | ----------- | ---------------------------------- | ------------------------------------- | -------------------------------------------------------- | -------------------------- |
| 1         | 1         | 1               |             | Cristóbal Mendoza                  | 1811-1813                             | Vald av första kongressen                                | Jurist / politiker         |
| 2         | 2         | 2               |             | Simón Bolívar                      | 1813-1814                             | Indirekt val                                             | Officer (general)          |
| 3         | 3         | 2               |             | Simón Bolívar                      | 1819-1830                             | Indirekt val                                             | Officer (general)          |
| 4         | 4         | 3               |             | José Antonio Páez                  | 1830-1835                             | Indirekt val                                             | Officer (general)          |
| 5         | —         | 5               | Bild saknas | Andrés Narvarte                    | 1835-1835                             | Tillförordnad president                                  | Jurist / politiker         |
| 6         | 5         | 4               |             | José María Vargas                  | 1835-1835                             | Indirekt val                                             | Läkare                     |
| 7         | —         | —               |             | Santiago Mariño                    | 1835-1835                             | Tillförordnad president                                  | Officer / politiker        |
| 8         | —         | 6               | Bild saknas | José María Carreño                 | 1835-1835                             | Tillförordnad president                                  | Officer (general)          |
| 9         | —         | 4               |             | José María Vargas                  | 1835-1836                             | Återinsatt                                               | Läkare                     |
| 10        | 6         | 5               | Bild saknas | Andrés Narvarte                    | 1836-1837                             | Tillfällig ställföreträdare                              | Jurist / politiker         |
| 11        | 7         | 6               | Bild saknas | José María Carreño                 | 1837-1837                             | Tillfällig ställföreträdare                              | Officer (general)          |
| 12        | 8         | 7               | Bild saknas | Carlos Soublette                   | 1837-1839                             | Tillfällig ställföreträdare                              | Officer (general)          |
| 13        | 9         | 3               |             | José Antonio Páez                  | 1839-1843                             | Indirekt val                                             | Officer (general)          |
| 14        | 10        | 7               | Bild saknas | Carlos Soublette                   | 1843-1847                             | Indirekt val                                             | Officer (general)          |
| 15        | 11        | 8               |             | José Tadeo Monagas                 | 1847-1851                             | Indirekt val                                             | Officer (general)          |
| 16        | 12        | 9               |             | José Gregorio Monagas              | 1851-1855                             | Indirekt val                                             | Officer (general)          |
| 17        | 13        | 8               |             | José Tadeo Monagas                 | 1855-1858                             | Indirekt val                                             | Officer (general)          |
| 18        | 14        | 10              |             | Pedro Gual Escandon                | 1858-1858                             | —                                                        | —                          |
| 19        | 15        | 11              |             | Julián Castro                      | 1858-1859                             | Statskupp                                                | Officer (general)          |
| 20        | 16        | 10              |             | Pedro Gual Escandon                | 1859-1859                             | —                                                        | —                          |
| 21        | 17        | 11              | Bild saknas | Manuel Felipe Tovar                | 1859-1861                             | Statskupp (första perioden); Direkt val (andra perioden) | Politiker                  |
| 22        | 18        | 10              |             | Pedro Gual Escandon                | 1861-1861                             | —                                                        | —                          |
| 23        | 19        | 3               |             | José Antonio Páez                  | 1861-1863                             | —                                                        | —                          |
| 24        | 20        | 12              | Bild saknas | Juan Crisóstomo Falcón             | 1863 - 1865                           | Seger i inbördeskriget (första perioden)                 | —                          |
| 25        | 20        | 12              | Bild saknas | Juan Crisóstomo Falcón             | 1865 - April 1868                     | Indirekt val (andra perioden)                            | Officer (general)          |
| 26        | 21        | 13              |             | Manuel Ezequiel Bruzual            | 1868-1868                             | —                                                        | —                          |
| 27        | 22        | 14              |             | Guillermo Tell Villegas            | 1868-1869                             | —                                                        | —                          |
| 28        | 23        | 15              | Bild saknas | José Ruperto Monagas               | 1869-1870                             | Revolution                                               | Officer (general)          |
| 29        | 24        | 14              |             | Guillermo Tell Villegas            | 1870-1870                             | —                                                        | —                          |
| 30        | 25        | 16              |             | Antonio Guzmán Blanco              | 1870-1877                             | Revolution (första perioden)                             | Jurist / officer (general) |
| 31        | 25        | 16              |             | Antonio Guzmán Blanco              | 1870-1877                             | Indirekt val (andra perioden)                            | Jurist / officer (general) |
| 32        | 26        | 17              | Bild saknas | Francisco Linares Alcántara        | 1877-1878                             | Indirekt val                                             | Officer (general)          |
| 33        | 27        | 18              | Bild saknas | José Gregorio Varela               | 1878-1878                             | —                                                        | —                          |
| 34        | 28        | 16              |             | Antonio Guzmán Blanco              | 1879-1880                             | Val av delstaterna                                       | Jurist / officer (general) |
| 35        | 28        | 16              |             | Antonio Guzmán Blanco              | 1880-1882                             | Val av delstaterna                                       | Jurist / officer (general) |
| 36        | 28        | 16              |             | Antonio Guzmán Blanco              | 1882-1884                             | Val av delstaterna                                       | Jurist / officer (general) |
| 37        | 29        | 18              |             | Joaquín Sinforiano de Jesús Crespo | 1884-1886                             | Val av delstaterna                                       | Officer (general)          |
| 38        | 30        | 16              |             | Antonio Guzmán Blanco              | 1886-1887                             | Val av delstaterna                                       | Jurist / Officer (general) |
| 39        | 31        | 19              | Bild saknas | Hermógenes López                   | 1887 - 1888                           | Tillfällig ställföreträdare                              | Officer (general)          |
| 40        | 32        | 20              | Bild saknas | Juan Pablo Rojas Paúl              | 1888 - 1890                           | Val av delstaterna                                       | Jurist                     |
| 41        | 33        | 27              | Bild saknas | Raimundo Andueza Palacio           | 1890-1892                             | Val av delstaterna                                       | Jurist                     |
| 42        | 34        | —               |             | Guillermo Tell Villegas            | 1892-1892                             | —                                                        | —                          |
| 43        | 35        | 28              |             | Joaquín Sinforiano de Jesús Crespo | 1892-1894                             | Revolution                                               | Officer (general)          |
| 44        | 35        | 29              |             | Joaquín Sinforiano de Jesús Crespo | 1894-1898                             | Revolution                                               | Officer (general)          |
| 45        | 36        | 30              |             | Ignacio Andrade                    | 1898-1899                             | Direkt val                                               | Politiker                  |
| 46        | 37        | 31              | Bild saknas | Cipriano Castro Ruiz               | 1899-1908                             | Revolution                                               | Officer (general)          |
| 47        | 38        | 32              | Bild saknas | Juan Vicente Gómez                 | 1908-1914                             | Statskupp                                                | Officer (general)          |
| 48        | 39        | —               | Bild saknas | Victorino Márquez Bustillos        | 1915-1922                             | Utsedd till provisorisk president                        | Jurist / politiker         |
| 49        | 40        | 32              | Bild saknas | Juan Vicente Gómez                 | 1922-1929                             | —                                                        | —                          |
| 50        | 41        | —               |             | Juan Bautista Pérez                | 30 maj 1929 - 13 juni 1931            | Indirekt val av nationalförsamlingen                     | Jurist (magistratdomare)   |
| 51        | 42        | 32              | Bild saknas | Juan Vicente Gómez                 | 1931-1935                             | Indirekt val av nationalförsamlingen                     | Officer (general)          |
| 52        | 43        | 33              | Bild saknas | Eleazar López Contreras            | 1935-1936                             | Tillfällig ställföreträdare (första perioden)            | —                          |
| 53        | 43        | 34              | Bild saknas | Eleazar López Contreras            | 1936-1941                             | Indirekt val (andra perioden)                            | Officer (general)          |
| 54        | 44        | 35              | Bild saknas | Isaías Medina Angarita             | 1941-1945                             | Indirekt val                                             | Officer (general)          |
| 55        | 45        | 36              |             | Rómulo Ernesto Betancourt Bello    | 18 oktober, 1945 - 17 februari, 1948  | Statskupp                                                | Politiker                  |
| 56        | 46        | 37              | Bild saknas | Rómulo Gallegos Freire             | 17 februari, 1948 - 24 november, 1948 | Direkt val                                               | Författare                 |
| 57        | 47        | 38              | Bild saknas | Carlos Delgado Chalbaud            | 24 november, 1948 - 13 november, 1950 | Statskupp                                                | Officer                    |
| 58        | 48        | 39              | Bild saknas | Germán Suárez Flamerich            | 13 november, 1950 - 2 december, 1952  | Tillfällig ställföreträdare                              | Jurist                     |
| 59        | 49        | 40              | Bild saknas | Marcos Pérez Jiménez               | 2 december, 1952 - 23 januari, 1958   | Indirekt val                                             | Officer                    |
| 60        | 50        | 41              | Bild saknas | Wolfgang Larrazábal                | 23 januari, 1958 - 14 november, 1958  | Statskupp                                                | Sjöofficer (konteramiral)  |
| 61        | 51        | 42              | Bild saknas | Edgar Sanabria                     | 14 november, 1958 - 13 februari, 1959 | Tillfällig ställföreträdare                              | Jurist                     |
| 62        | 52        | 43              |             | Rómulo Ernesto Betancourt Bello    | 13 februari, 1959 - 13 mars, 1964     | Direkt val                                               | Politiker                  |
| 63        | 53        | 44              | Bild saknas | Raúl Leoni Otero                   | 13 mars, 1964 - 11 mars, 1969         | Direkt val                                               | Jurist                     |
| 64        | 54        | 45              | Bild saknas | Rafael Caldera Rodríguez           | 11 mars, 1969 - 12 mars, 1974         | Direkt val                                               | Jurist                     |
| 65        | 55        | 46              |             | Carlos Andrés Pérez Rodríguez      | 12 mars, 1974 - 12 mars, 1979         | Direkt val                                               | Politiker                  |
| 66        | 56        | 47              | Bild saknas | Luis Herrera Campins               | 12 mars, 1979 - 2 februari, 1984      | Direkt val                                               | Jurist                     |
| 67        | 57        | 48              | Bild saknas | Jaime Lusinchi                     | 2 februari, 1984 - 2 februari, 1989   | Direkt val                                               | Läkare                     |
| 68        | 58        | 49              |             | Carlos Andrés Pérez Rodríguez      | 2 februari, 1989 - 21 maj, 1993       | Direkt val                                               | Politiker                  |
| 69        | —         | —               |             | Octavio Lepage Barreto             | 21 maj, 1993 - 5 juni, 1993           | Tillfällig president                                     | Jurist / politiker         |
| 70        | 59        | 50              | Bild saknas | Ramón José Velásquez               | 5 juni, 1993 - 2 februari, 1994       | Tillfällig president                                     | Författare                 |
| 71        | 60        | 51              | Bild saknas | Rafael Caldera Rodríguez           | 2 februari, 1994 - 2 februari 1999    | Direkt val                                               | Jurist                     |
| 72        | 61        | 52              |             | Hugo Rafael Chávez Frías           | 2 februari 1999 - 10 januari 2001     | Direkt val                                               | Officer (senare överste)   |
| 73        | 62        | 52              |             | Hugo Rafael Chávez Frías           | 10 januari 2001 - 10 januari 2007     | Direkt val                                               | Officer (senare överste)   |
| 74        | 62        | 52              |             | Hugo Rafael Chávez Frías           | 10 januari 2007 - 10 januari 2013     | Direkt val                                               | Officer (senare överste)   |
| 75        | 64        | 52              |             | Hugo Rafael Chávez Frías           | 10 januari 2013 - 5 mars 2013         | Direkt val                                               | Officer (senare överste)   |
| 76        | —         | 53              |             | Nicolás Maduro Moros               | 5 mars 2013 -                         | Tillförordnad president                                  | Politiker                  |

### Notförteckning
1. ↑  Bustillos utsågs till president på ett provisoriskt vis efter Juan Vicente Gómez, efter att han själv blev vald till president av nationalförsamlingen. Gómez valde att inte anta presidentskapet, istället fortsatte han sitt arbete med att leda Venezuelas armé.
2. ↑  Den 21 maj 1993 avgick Pérez efter anklagelser om korruption.
3. ↑  Octavio Lepage var kongressens president och ansvarade för regeringen fram till dess att Ramón J. Velásquez valdes av kongressen den 5 juni 1993.
4. ↑  Den 11 april 2002 vägrade högt uppsatta militärer att utföra Chavéz order Plan Ávila. De arresterade Chávez, officiellt uppgavs det att han hade avgått, och Pedro Carmona Estanga antog presidentskapet. Efter ett uppror som stöttades av de Chavéz-lojala delarna av militären kollapsade den nya regeringen och Chávez återkom till makten den 15 april 2002. Mellan tillsättandet av Carmona och Chávez återkomst, antog vicepresidenten Diosdado Cabello presidentskapet.